# .lk
.lkは国別コードトップレベルドメイン（ccTLD）の一つで、スリランカに割り当てられている。現地に拠点を持たない外国企業は、セカンドレベルドメインにのみ登録できる。登録し、名前を利用するためには、スリランカ内にコンタクト可能な拠点を持たなければならない。

## セカンドレベルドメイン
登録はセカンドレベルか、様々なカテゴリーのセカンドレベルの下のサードレベルに行われる。セカンドレベルドメインには以下の様な種類がある。
制限のあるもの
- .gov.lk: スリランカ政府
- .sch.lk: 登録された学校
- .net.lk: 認可されたインターネットサービスプロバイダ
- .int.lk: 国際条約下の組織

制限のないもの
- .com.lk: 商業機関
- .org.lk: 非営利組織
- .edu.lk: 教育機関
- .ngo.lk: 非政府組織
- .soc.lk: 登録された学会
- .web.lk: ウェブサイト
- .ltd.lk: 有限責任会社
- .assn.lk: 協会
- .grp.lk: 企業の団体
- .hotel.lk: ホテル